# صالة الدانوب للألعاب المائية
صالة الدانوب  (المجري: دونا Aréna ، بشكل غير رسمي Dagály بودابست المائية المعقدة) مجمع مائي يقع في بودابست، هنغاريا. صمم من قبل مارسيل فيرينك وبني بين عامي 2015 و 2017. المرفق يتكون من حمامين سباحيين بمقاس أولمبي بالإضافة إلى حمام للغطس مع حمام سباحة بمقاس 25 متر للتدريب.
هذا المرفق كان من المزمع ان يكون مكان استضافة بطولة العالم للألعاب المائية في 2021، الا انه و مع انسحاب غوادالاخارا (المدينة المكسيكية المفترضة لإستضافة بطولة 2017 ) في شباط / فبراير 2015، أعلن أن بودابست ستستضيف بطولة 2017.
هذه الصالة تتسع ل 5000 مقعد تم إضافة 8000 مقعد بشكل مؤقت من اجل بطولة العالم في 2017. على ان يتم ازالتها بعد البطولة.

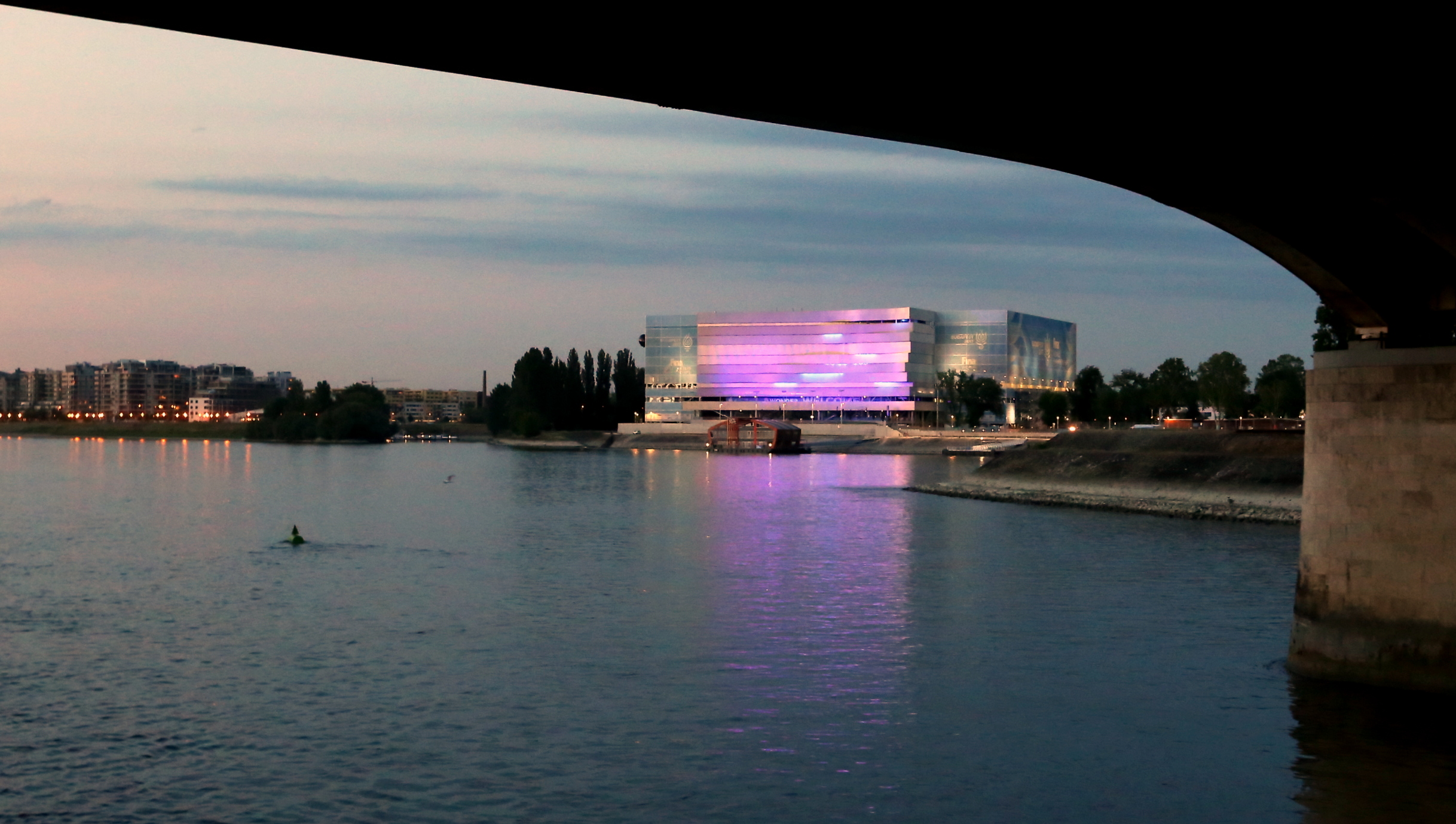
صالة الدانوب 2017